# Vtech
Vtech Holdings Ltd (também conhecida apenas como VTech, sigla para Video Technology) é uma empresa sediada em Hong Kong, China que fábrica e distribui produtos eletrônicos, que incluem telefones sem fio, acessórios eletrônicos, aparelhos computadorizados e brinquedos educativos para as crianças. Atualmente é a maior fabricante de telefones sem fio do mundo

## História
A empresa foi fundada por Allan Wong e Stephen Leung no ano de 1976, e a partir de 2009, contava com mais de 27.000 funcionários em todo o mundo. a empresa.

### Computadores compatíveis
Na década de 80 ficou conhecida pela séries de computadores compatíveis com IBM PC e Apple, sendo o mais popular deles o Laser 128, um computador semi-portátil compatível com o Apple IIe e Apple IIc. A produção e comercialização de seus computadores pessoais permaneceu até 1997, com sua saída do mercado devido à forte concorrência.

### Atualidade
Hoje, seus principais negócios continuam sendo a fabricação de telefones sem fio e produtos educativos para crianças. Seus serviços de fabricação por contrato – que fabrica diversos produtos eletrônicos em nome de empresas de médio porte, também se tornaram uma importante fonte de receita. A empresa se diversificou geograficamente, vendendo para a América do Norte, Europa, Ásia, América Latina, Oriente Médio e África.